# Туймаада
Туйма́да або Туймаада (якут. Туймаада) — долина в середній течії, на лівому березі річки Лена. У долині розташоване місто Якутськ з прилеглими населеними пунктами, в тому числі Жатай.
У західній частині долини Туймада розташована знаменита гора Чочур миран.
Туймада — найбільша за чисельністю населення і найменша за територією з трьох основних долин (також Еркеені і Енсіелі) у середній течії Лени. Площа — 0,7 тис. км². Населення — 276,2 тис. осіб (2008).
На території долини безліч озер, стариць і проток Лени.
Клімат — різко континентальний. Середня температура січня — -39,6 ° С, липня — 19,0 ° С. Норма опадів — близько 240 мм на рік.